# 자야바르만 카운디냐
자야바르만 카운디냐(Kaundinya Jayavarman, 크메르어: កៅណ្ឌិន្យជ័យវរ្ម័ន, Kauṇḍinya Jayavarman, 재위484~514)은 푸난(Funan) 혹은 부남(扶南)의 국왕이다. 514년 사망했다. 중국 사사에는 그의 이름을 음차하여 교진여걸야발마(僑陳如朅耶跋摩), 교진여사야발마(憍陳如闍邪跋摩) 등으로 등장한다.

## 생애
중국 문헌에 의하면, 시바교(Shaivism)의 영향을 받은 왕국을 통치하였으나, 다른 종교도 마찬가지로 흥성하였다. 한 비석은 왕국의 비슈누교(Vaishnavism) in the kingdom.의 기반을 닦은 그의 아내 쿠라프라바바티 왕비(Queen Kulaprabhavati)가 지은 것이었다.
반대로, 두 사건은 불교 역시 잘 수립되었음을 보여준다. 첫번째는 484년 나가세나(Nāgasena, 那伽仙)라는 승려가 남제(南齊)의 무제(武帝)에게 베트남 중부에 있었던 임읍(林邑, Lam Ap)의 상선 약탈에 맞설 수 있는 군사 원조를 요청하였다. 요청은 거절되었지만, 중국에 보존된 사본은 철저히 공부해야 알 수 있는 불경에 대한 이해가 완벽했다는 것을 보여준다. 두 번째 사건은 503년 만드라세나(Mandrasena), 508년 상가팔라(Sanghapala)라는 두 승려를 중국에 파견한 것이었다.
자야바르만 카운디냐는 511년과 사망 연도인 514년에 중국으로 사절단을 파견한다. 일련번호 K. 40 비석에 의하면, 장남이자 첩의 아들 루드라바르만(Rudravarman)이 적자 구나바르만(Guṇavarman)을 살해하여 왕위를 찬탈하였고, 부남의 마지막 왕이 되었는데, 이는 중국 문헌에 적혀 있다. 루드라바르만은 517년까지 반대파가 지원하는 계모와 함께 통치한 것으로 보인다.

## 출전
- COEDES 1948 lEHdIedI P57-60

George Cœdès (1992년 2월 24일) [1948]. 《The Hindu States of Indochina and Indonesia》. History of World (프랑스어). Editions De Boccard. 57–60쪽. ISBN 9782701800462.
- PELLIOT BEFEO 1903 lFN P270-271

Paul Pelliot (1903). “The Fou-nan”. 《Bulletin of the French School of the Far East》 (프랑스어) 3 (1): 270–271. ISSN 1760-737X.
- DAGENS 2003 lK P25

(Khmer | chapter number = I | title chapter = The Khmer Country. The story | passage = 25)